# Uche Yara
Uche Yara (* in Linz in Oberösterreich, bürgerlich: Uchenna Yara Katzmayr)  ist eine österreichische Singer/Songwriterin, Multiinstrumentalistin und Produzentin, die in Berlin lebt.

## Musikalischer Werdegang
Musik begleitet Uche Yara bereits seit ihrer frühesten Kindheit: Mit sieben Jahren begann sie, klassisches Schlagwerk zu spielen und komponierte später erste kleinere Stücke für Marimba und Percussion. Mit 13 folgte E-Gitarren-Unterricht. Drei Jahre darauf schrieb sie ihre ersten eigenen Songs.
Nach ihrer Matura am Pop BORG in Linz, verschlug es die junge Künstlerin während des Lockdowns 2021 nach Berlin, wo sie auch heute lebt. Ihre Musik lud sie zunächst auf Soundcloud hoch - unter anderem den Song Tango, der auch im Radio lief, allerdings nicht auf den gängigen Streaming-Plattformen zu finden war oder in Stores angeboten wurde. Noch bevor Yara ihre erste offizielle Veröffentlichungen hatte, spielte sie ihr erstes Konzert als Support von Bilderbuch in der Elbphilharmonie in Hamburg. Bühnenerfahrung sammelte sie aber schon früher - unter anderem als Gitarristin bei Mavi Phoenix.
Für die Serie ReBoot Culture von YouTube Music, DIFFUS, Google Arts & Culture und der Initiative Musik spielte sie im Juni 2022 neben Esther Graf im Belvedere Museum in Wien. Nur einen Monat später trat sie als Support der Rolling Stones beim Konzert der Band im Wiener Ernst-Happel-Stadion auf. Im Jahr darauf veröffentlichte Yara schließlich ihre erste offizielle Single www she hot, mit der sie unter anderem bei Inas Nacht auftrat. Das dazugehörige Musikvideo stammt von Mala Kolumna und Florin Elbel und war bei den Vienna Shorts 2024 für den österreichischen Musikvideopreis nominiert (Gewinner: Clemens Niel). 
Im Mai 2024 wurde Yara zum FM4 Soundpark Act des Monats gekürt und veröffentlichte auch ihre erste EP GOLDEN DAYS. Bei der Amadeus-Verleihung 2024 war sie nominiert in der Kategorie Alternative. Im selben Jahr gewann sie den VUT Indie Award als beste Newcomerin. Im Rahmen des Onlineformats A COLORS SHOW performte sie ihren Song ZUU (zoo), der mit Veröffentlichung des Videos auch von COLORSxSTUDIOS releast wurde. Die zweite EP honey, erschien im Dezember.
Im Jänner 2025 ging sie als eine von insgesamt fünf Gewinnerinnen und Gewinnern bei den MUSIC MOVES EUROPE AWARDS (kurz: MME Awards) hervor.

## Diskografie
EPs
- 2024: GOLDEN DAYS, EP (goldendays FM)
- 2024: honey, EP (goldendays FM)

Singles
- 2023: www she hot (goldendays FM)

- 2023: Sophie (goldendays FM)
- 2024: yesterday I was in London // homesick (goldendays FM)
- 2024: SASHA (wake up!) (goldendays FM)
- 2024: ZUU (zoo) - A COLORS SHOW (COLORSxSTUDIOS)
- 2024: as I left the room (goldendays FM)

## Nominierungen & Auszeichnungen
- 2024: Amadeus Austrian Music Awards (Nominiert)
- 2024: Österreichischer Musikvideopreis (Nominiert)
- 2024: VIA - VUT Indie Awards (Gewonnen)
- 2025: MUSIC MOVES EUROPE AWARDS (Gewonnen)